# Симеон Метафраст
Свети Симеон Метафраст је православни светитељ и књижевник. Родом из Цариграда. Имао је класично и духовно образовање. У младости је био царски логотет и први великаш на двору. И у тим условима живео чисто и свето као истински аскет, подвижник. Одликовао се и великом храброшћу војничком и мудрошћу државничком. Због тога га је цар Лав Мудри веома ценио, и једном га слао на Крит да преговара о миру са Арапима, који су у то време били заузели ово острво. Свршивши успешно ову своју мисију, он се врати у Цариград, и ускоро повуче од света и светских послова, и замонаши. Писао је житија светитеља, око 122 нових животописа и исправио 539 животописа. 
Умро је око 960. године. Из тела његовог потекло благоухано и целебно миро.
Православна црква прославља Светог Симеона Метафраста 22. новембра.